# فرانكو لازاروني
فرانكو لازاروني (بالإسبانية: Franco Lazzaroni)‏ (6 فبراير 1988 في الأرجنتين - ) هو لاعب كرة قدم أرجنتيني في مركز الدفاع. لعب مع تيرو فيديرال وديفنسا خوستيكا ونادي أتليتيكو كولون ونيولز أولد بويز وRacing de Córdoba ‏.

## وصلات خارجية
- فرانكو لازاروني على موقع قاعدة بيانات كرة القدم.إي يو (الإنجليزية)
- فرانكو لازاروني على موقع Soccerway.com (الإنجليزية)